# Parteneriatul Național
Parteneriatul Național (în cehă Národní souručenství, acronim NS, în germană Nationale Gemeinschaft) a fost singurul partid politic aprobat în Protectoratul Boemiei și Moraviei, teritoriu parțial-anexat al Germaniei Naziste. Apartenența la partid era obligatorie pentru toți cetățenii cehi de vârstă majoră ai Protectoratului.
Partidul a fost creat ca urmare a ocupației germane a Cehoslovaciei și a reprezentat baza colaborării germano-cehe pe parcursul războiului. Două partide - Partidul Unității Naționale și Partidul Național al Muncii - au fuzionat la apelul președintelui ceh Emil Hácha la 21 martie 1939 și au stabilit Parteneriatul Național ca partid la nivel național. La 6 aprilie 1939, partidul a fost declarat singurul partid politic din Boemia și Moravia (cu excepția NSDAP, care era exclusiv pentru germani).
Prim-ministrul protectoratului, Alois Eliáš, s-a aflat în legătură cu guvernul cehoslovac în exil și a ajutat mișcarea de rezistență cehă până când a fost executat în iunie 1942.
După asasinarea lui Reinhard Heydrich în 1942, Emanuel Moravec a câștigat influență propagandistică. După 15 ianuarie 1943, Parteneriatul Național a încetat să mai îndeplinească funcțiile de partid politic și a devenit o mașinărie de propagandă mai mare a regimului nazist.